# Емилијано Меркадо дел Торо
Емилијано Меркадо дел Торо (шп. Emiliano Mercado del Toro; Кабо Рохо, 21. август 1891 — Исабела, 24. јануар 2007) био је порторикански суперстогодишњак који је према гинисовој књизи рекорда носио титулу најстаријег живог мушкарца на свету у периоду од 19. новембара 2004. до 24. јануара 2007. године, а затим и титулу најстарије живе особе на свету у периоду од 11. децембра 2006. до 24. јануара 2007. године.

## Биографија
Емилијано Меркадо дел Торо рођен је у Кабо Рохоу, Порторико (тада Аутономна покрајина Шпаније), 21. августа 1891. године. Био је син Делфина Меркада и Гумерсинде дел Торо и имао је најмање једног млађег брата и сестру. Током живота радио је у пољима трске, све до пензионисања у 81. години живота. Никада се није женио и није имао деце.
Године 1993. одликовао га је амерички председник Бил Клинтон медаљом поводом 75. годишњице потписивања примирја којим је окончан Први светски рат.
19. новембара 2004. године, након смрти 113-годишњег Фреда Хејла из Сједињених Америчких Држава, постао је најстарији живи мушкарац на свету.
11. децембра 2006. године, након смрти 116-годишње Елизабет Болден из Сједињених Америчких Држава, постао је најстарија жива особа на свету.
Емилијано Меркадо дел Торо преминуо је у Исабели, Порторико, 24. јануара 2007. године, у доби од 115 година и 156 дана.